# Narancshasú virágjáró
A narancshasú virágjáró (Dicaeum trigonostigma) a madarak osztályának verébalakúak (Passeriformes) rendjébe és a virágjárófélék (Dicaeidae) családjába tartozó faj.

## Rendszerezése
A fajt Giovanni Antonio Scopoli olasz ornitológus írta le 1786-ban, a Certhia nembe Certhia trigonostigma néven.

## Alfajai
- Dicaeum trigonostigma assimile Bourns & Worcester, 1894
- Dicaeum trigonostigma besti Steere, 1890
- Dicaeum trigonostigma cinereigulare Tweeddale, 1878
- Dicaeum trigonostigma cnecolaemum Parkes, 1989
- Dicaeum trigonostigma dayakanum Chasen & Kloss, 1929
- Dicaeum trigonostigma dorsale Sharpe, 1876
- Dicaeum trigonostigma flaviclunis Hartert, 1918
- Dicaeum trigonostigma intermedium Bourns & Worcester, 1894
- Dicaeum trigonostigma isidroi Rand & Rabor, 1969
- Dicaeum trigonostigma megastoma Hartert, 1918
- Dicaeum trigonostigma pallidius Bourns & Worcester, 1894
- Dicaeum trigonostigma rubropygium E. C. S. Baker, 1921
- Dicaeum trigonostigma sibutuense Sharpe, 1893
- Dicaeum trigonostigma sibuyanicum Bourns & Worcester, 1894
- Dicaeum trigonostigma trigonostigma (Scopoli, 1786)
- Dicaeum trigonostigma xanthopygium Tweeddale, 1877[2]

## Előfordulása
Délkelet-Ázsiában, Banglades, Brunei, India, Indonézia, a Fülöp-szigetek, Malajzia, Mianmar, Szingapúr és Thaiföld területén honos.
Természetes élőhelyei a szubtrópusi és trópusi síkvidéki és hegyi esőerdők, mangroveerdők és cserjések, valamint szántóföldek, ültetvények és vidéki kertek. Állandó, nem vonuló faj.

## Megjelenése
Testhossza 9 centiméter.
|  |  |

## Természetvédelmi helyzete
Az elterjedési területe rendkívül nagy, egyedszáma pedig stabil. A Természetvédelmi Világszövetség Vörös listáján nem fenyegetett fajként szerepel.